# Chiesa di San Vigilio (Caldes)
La chiesa di San Vigilio è la parrocchiale di Samoclevo, frazione di Caldes in Trentino. Fa parte della zona pastorale delle Valli del Noce dell'arcidiocesi di Trento e risale al XIV secolo.

## Storia

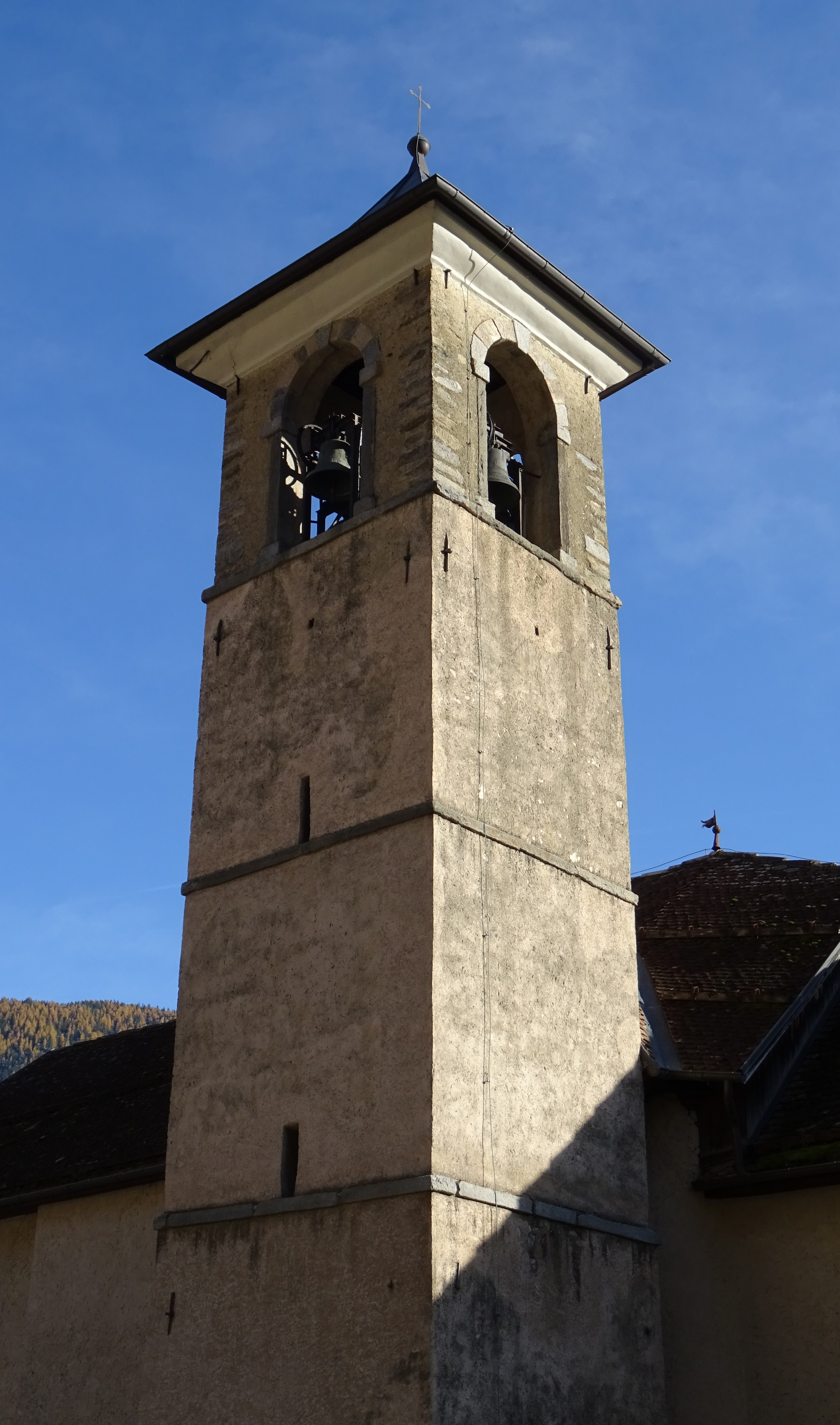
Torre campanaria.

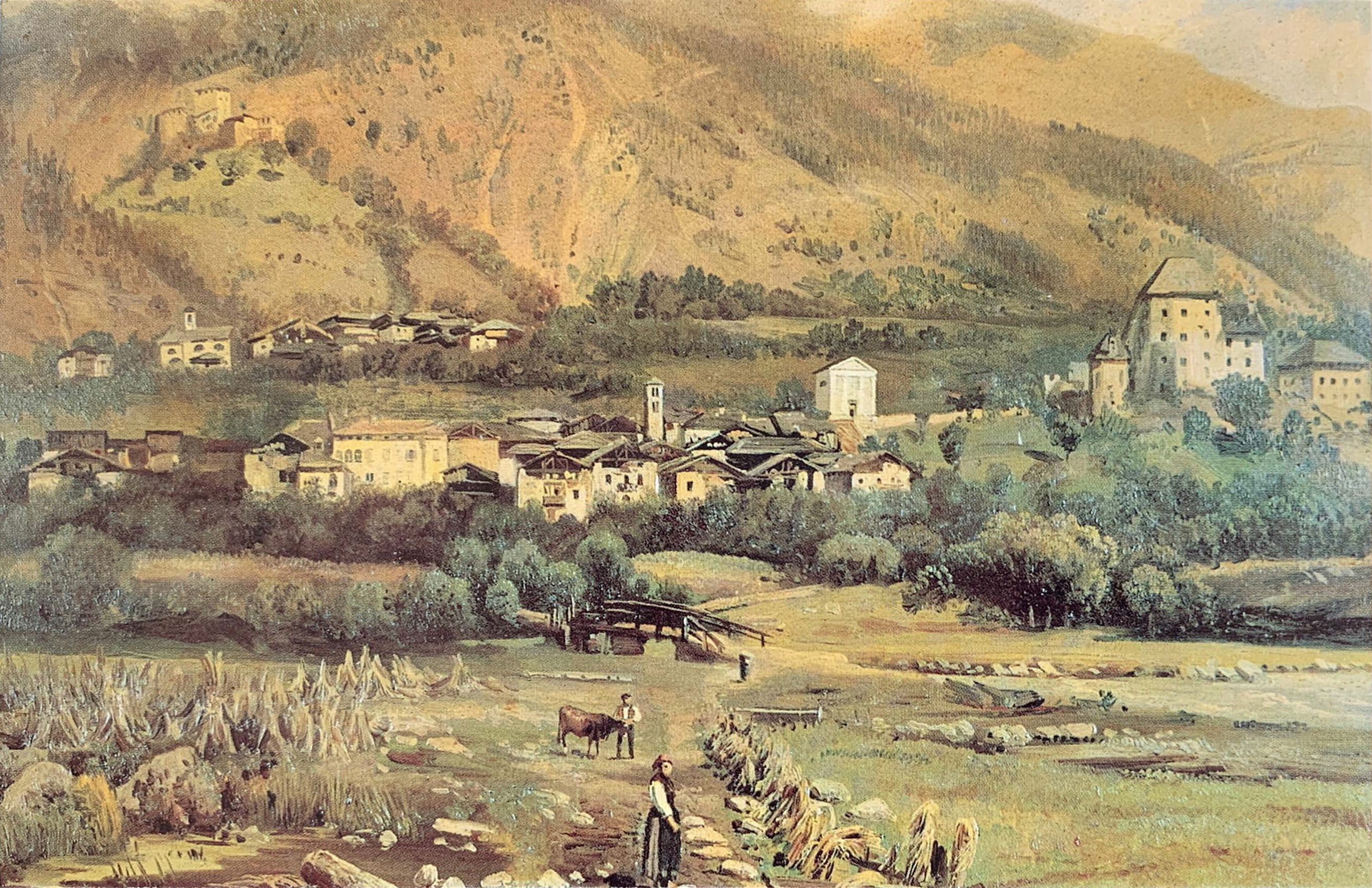
Veduta di Caldes. Nella parte sinistra dell'immagine sono visibili in alto la rocca di Samoclevo e in basso la chiesa di San Vigilio

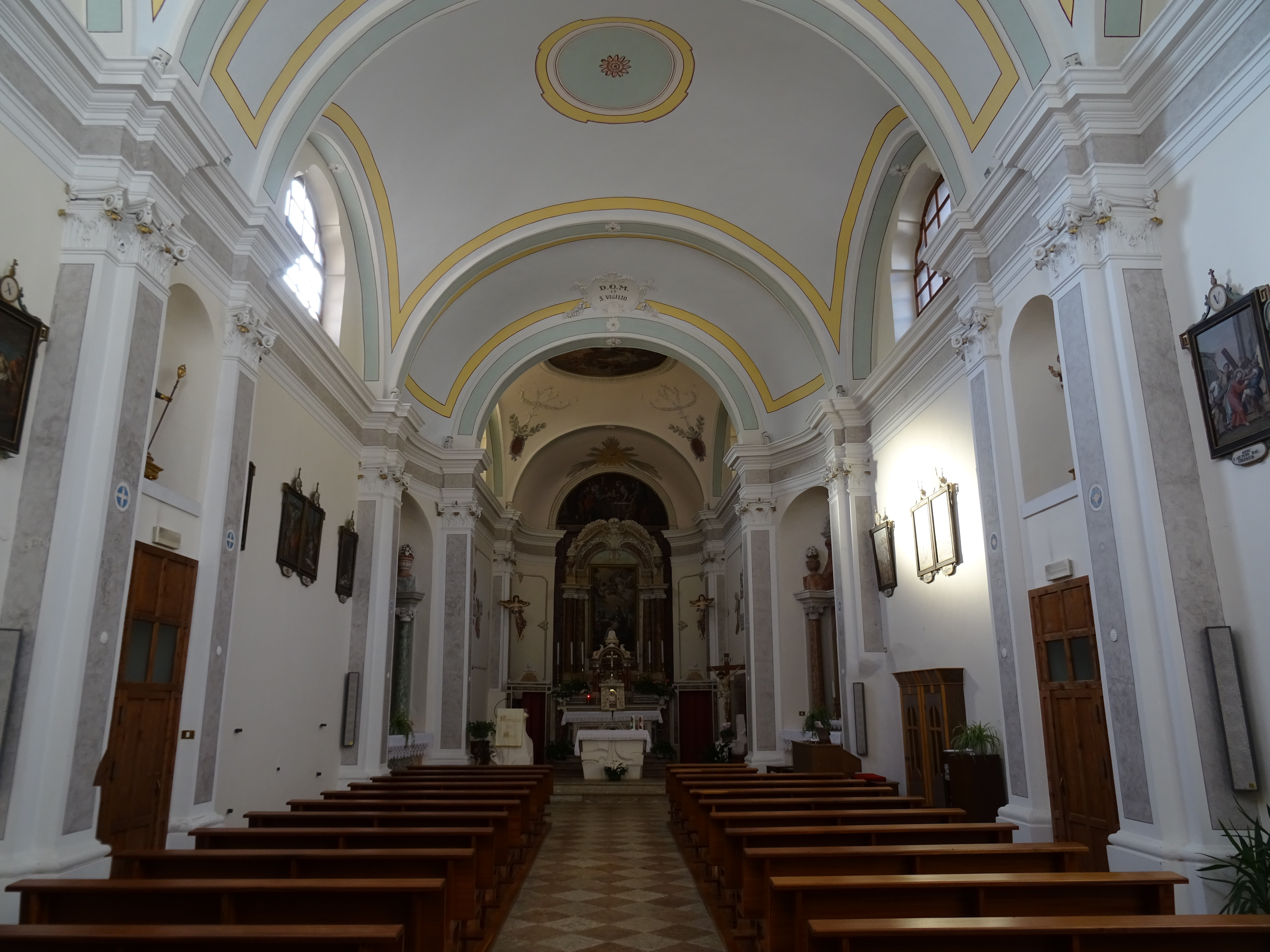
Interno.

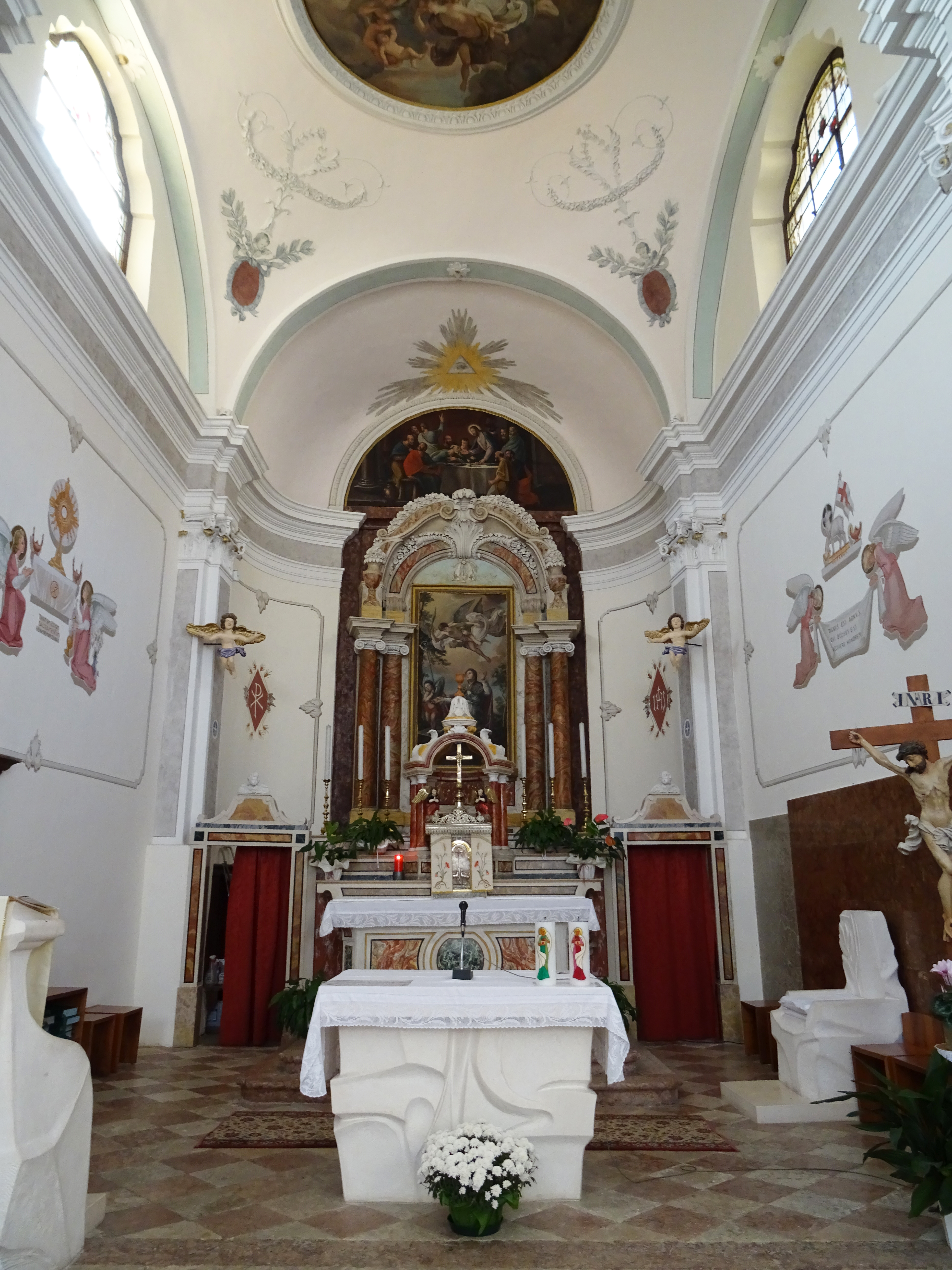
Presbiterio

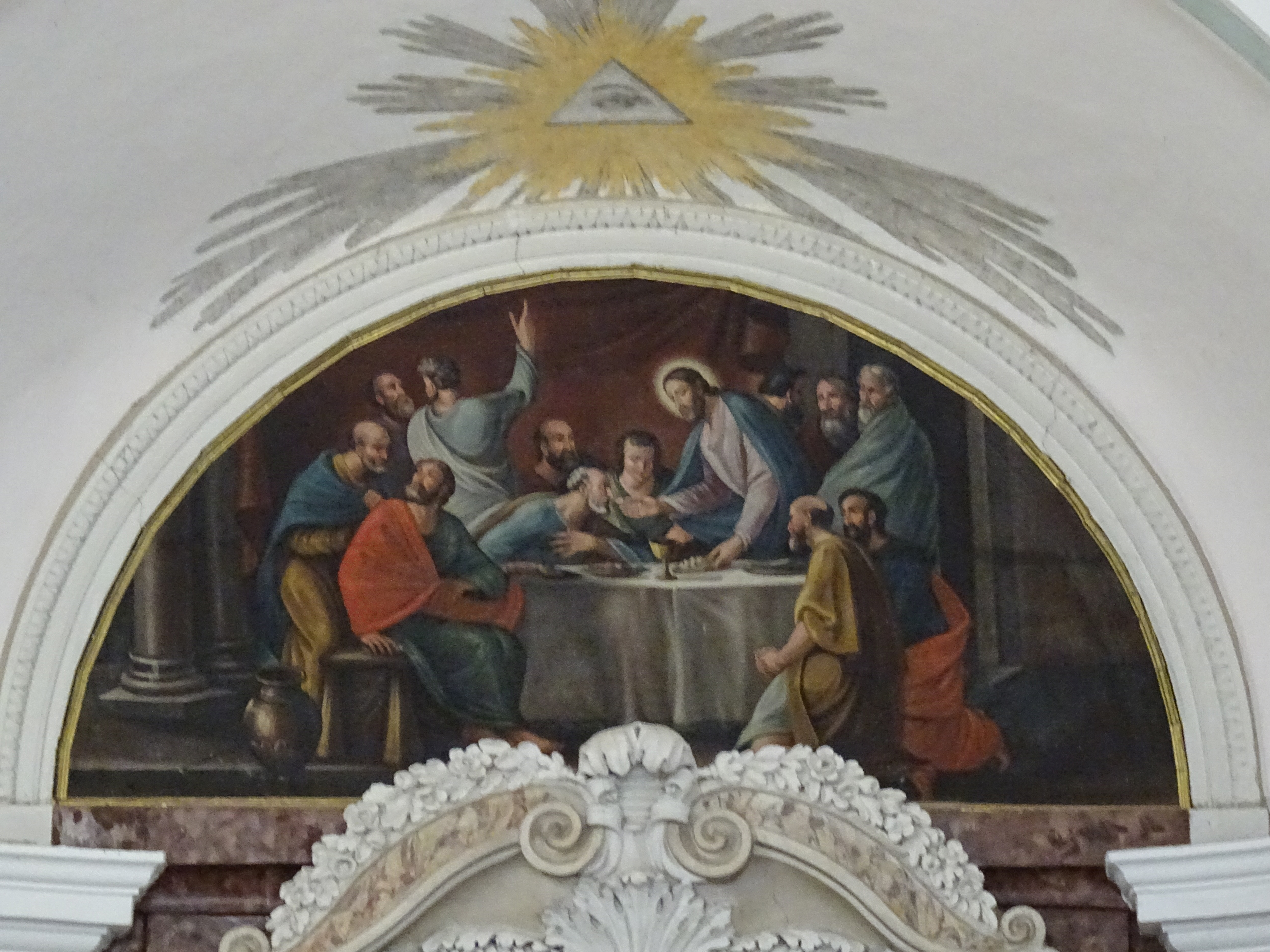
Affresco nel catino absidale raffigurante lUltima Cena.

Il luogo di culto a Samoclevo viene citato una prima volta nel 1374, poi nuovamente oltre un secolo più tardi, nel 1481 e nel 1497.
Nel 1732 la chiesa venne elevata a dignità curaziale, legata alla pieve di Malé, la chiesa di Santa Maria Assunta.
Nel 1824 l'originale luogo di culto venne sostituito dalla chiesa moderna, sullo stesso sito, e appena concluse le opere murarie venne arricchita di decorazioni e stucchi. La solenne consacrazione venne celebrata nel 1825 dal vescovo di Trento Francesco Saverio Luschin. Venne elevata a dignità di chiesa parrocchiale nel 1919.
L'ultimo importante intervento ha riguardato l'adeguamento liturgico realizzato tra il 2006 e il 2008 con carattere permanente. 
La mensa rivolta al popolo e l'ambone sono stati costruiti in pietra calcarea. La sede del celebrante si trova accostata alla parete destra del presbiterio. La custodia dell'Eucaristia col suo tabernacolo è stata mantenuta nell'altare maggiore storico. La solenne consacrazione che ne è succeduta è stata celebrata nel novembre del 2008.

## Descrizione

### Esterni
La chiesa si trova nel piccolo centro abitato di Samoclevo e mostra orientamento verso ovest. La facciata a capanna è in stile neoclassico e tardobarocco con quattro paraste che reggono il grande frontone triangolare. Il portale è architravato e sormontato, in asse, dalla grande finestra dal contorno superiore mistilineo che porta luce alla sala. Sopra si apre il piccolo oculo. 
Ai lati del portale, in posizione mediana sulla facciata, si trovano due nicchie con le statue che raffigurano San Sebastiano e Sant'Antonio Abate. La torre campanaria ha aspetto solido, e il suo fusto si apre nella cella con quattro finestre a monofora e si conclude con la copertura a forma di piramide a base quadrata rivestita in scandole in legno di larice.

### Interni
La navata interna è unica e il presbiterio è leggermente rialzato. La pala dell'altare maggiore raffigura San Vigilio riceve dagli angeli l'annuncio del martirio ed è attribuita ad Antonio Vanzo di Cavalese. 
Nella sala era presente anche la statua del XIV secolo in legno policromo raffigurante la Madonna col Bambino in precedenza nella cappella della Rocca di Samoclevo poi trasferita nel Museo diocesano tridentino.